# Sean Barron
Pour les articles homonymes, voir Barron.
Sean Barron, né en 1961, est un journaliste de The Youngstown Vindicator dans l'Ohio. 
Il est le co-auteur de deux livres sur l'autisme. There's a Boy in Here: Emerging from the Bonds of Autism a été écrit avec sa mère, Judy Barron. Avec Temple Grandin , il a co-écrit Comprendre les règles tacites des relations sociales. Il a rencontré sa petite amie, Barbara Protopapa, à l'une de ses dédicaces. Bien que diagnostiqué autiste à l'âge de 4 ans, en 1965, il se considère comme "guéri" de l'autisme, car il n'est plus affecté négativement au quotidien. En 1992, il a commencé à parler en public de l'autisme lors de conférences au sujet de ses expériences,.

## Ouvrages
- Judy Barron et Sean Barron (trad. de l'anglais par Martine Leroy Battistelli), Moi l'enfant autiste [« There's a Boy in Here »], Paris, Plon, 1993 (1re éd. 1992), 304 p. (ISBN 2-259-02598-6 et 978-2-259-02598-0).
- (en) Temple Grandin et Sean Barron (trad. de l'anglais par Françoise Forin-Mateos), Comprendre les règles tacites des relations sociales : Décoder les mystères de la vie en société à travers l'autisme [« The unwritten rules of social relationships »], Bruxelles, De Boeck Supérieur, coll. « Questions de personne / TED », 2014, 384 p. (ISBN 978-2-8041-2133-4).